# Silvia Araya
Silvia Victoria Araya González (Santiago, 6 de mayo de 1930 - Marieville, 18 de agosto de 2021) fue una intelectual, folclorista y política chilena, nacionalizada canadiense. Entre mayo y septiembre de 1973 ejerció como diputada de la República.

## Biografía
Hija de Manuel Araya Vargas y de Julia González Jorquera. Se casó con Jorge Pinochet Lastra, con quien tuvo cinco hijos.

### Estudios
Sus estudios primarios y secundarios los realizó en el Liceo N.°1 de Santiago; al finalizar su etapa escolar, ingresó al Instituto Secundario de la Facultad de Bellas Artes de la Universidad de Chile, donde cursó ramos de folklore, de arte popular chileno, y otros, acerca de la influencia de la India y China en el pensamiento contemporáneo.

### Vida laboral
Fue dirigente de la Federación de Estudiantes de la Universidad de Chile en 1951, y delegada de la Academia de Bellas Artes, al Directorio de la FECH, en 1953. Asimismo, participó de la Comisión de Bienestar Estudiantil.

## Actividades culturales
En 1955 ayudó en la fundación del Instituto Chileno-Indio de la Cultura y en conjunto con otras personas, organizó los libretos del espacio radial "India al habla".
En Linares Pedro Olmos, Francisco Mesa Seco y Samuel Maldonado Silva crearon el "Grupo Ancoa", en 1959. Este grupo estaba conformado por escritores, pintores y músicos; y fue la relacionadora pública de este grupo intelectual, durante 15 años.
En 1959 colaboró en otra fundación, la del Museo de Arte Histórico y de Ciencias Naturales de Linares; este año, también montó varias exposiciones de obras personales. Ese mismo año, recibió el "Premio de Honor en Pintura", otorgado por el Rotary Club Internacional.

## Actividades políticas
En 1970 se incorporó al partido Acción Popular Independiente (API), y en marzo de 1970 asumió la presidencia en Linares del mismo, hasta 1971, siendo además, miembro de la Comisión Política (1971-1973).
Trabajó con el cargo de Jefa de la Sección de Alimentación de la Junta Nacional de Auxilio Escolar y Becas, JUNAEB. Fue presidente, en diferentes oportunidades, de las campañas electorales de Salvador Allende, en Linares.
Miembro del Comité Proteico de CORFO (1971-1973).
Fue elegida Diputada, por la 4.ª agrupación departamental de La Serena, Coquimbo, Elqui, Ovalle, Combarbalá e Illapel, para el período 1973-1977. Integró la Comisión Permanente de Integración latinoamericana; y la de Educación Pública.
Fue miembro de la Comisión Especial Investigadora de Acusación Constitucional contra Francisco Reyes Álvarez, Intendente de Talca. Integró el Comité Parlamentario Movimiento Acción Popular Independiente, API.
Representante de la Cámara de Diputados, en el Grupo Interparlamentario Chileno, 1973.
El Golpe militar del 11 de septiembre de 1973, puso término anticipado al período. El Decreto-Ley 27, de 21 de septiembre de ese año, disolvió el Congreso Nacional y declaró cesadas las funciones parlamentarias a contar de la fecha.

### Exilio
Después del Golpe de Estado de 1973 estuvo presa en la cárcel de Valparaíso; luego se fue al exilio a Canadá, donde permaneció por más de 40 años.
En Quebec, Canadá, creó en 1978, la Academia de Bellas Artes "Silvia Araya" y trabajó con un material didáctico artístico de la Embajada de Francia. Los dos últimos premios mencionados, le fueron dados por estas actividades.
Recibió también, el Premio "Aleixandre Dumas", entregado por el ministro de la Francofonía y la Cultura, Alain Decaud; y se le concedió el título de "Chevalier de la Orden Nacional de Quebec", año 2008; esta es la distinción más alta que se le entrega a un ciudadano que vive en Canadá.
Falleció el 18 de agosto de 2021 en Quebec, a la edad de noventa y un años.

## Historial electoral

### Elecciones parlamentarias de 1973
- Elecciones parlamentarias de 1973 - Diputados para la 4° Agrupación Departamental (Coquimbo)